# Hamatoscalpellum vegae
Hamatoscalpellum vegae är en kräftdjursart som först beskrevs av Nilsson-Cantell 1925.  Hamatoscalpellum vegae ingår i släktet Hamatoscalpellum och familjen Scalpellidae. Inga underarter finns listade i Catalogue of Life.